# Averies Ponette
Die Averies Ponette Ltd. war ein britischer Automobilhersteller in Englefield Green (Surrey). 1913–1915 entstand dort nur ein Modell.
Der Averies 8/10 hp war ein Leichtautomobil. Die französische Konstruktion besaß einen Vierzylinder-Reihenmotor mit 1.094 cm³ Hubraum.
Der Erste Weltkrieg machte dem Produkt und der Firma den Garaus.

## Modelle
| Modell  | Bauzeitraum | Zylinder | Hubraum  | Radstand |
| ------- | ----------- | -------- | -------- | -------- |
| 8/10 hp | 1913–1915   | 4 Reihe  | 1094 cm³ | 2438 mm  |

## Quelle
- David Culshaw & Peter Horrobin: The Complete Catalogue of British Cars 1895–1975. Veloce Publishing plc. Dorchester (1999).  ISBN 1-874105-93-6.